# Олимпийски игри
Вижте пояснителната страница за други значения на Олимпиада.
Олимпийските игри (на френски: Jeux olympiques; на английски: Olympic Games) или олимпиадата е най-известното международно състезание в света, в което спортисти от над 200 страни и различни спортове се състезават за златни, сребърни и бронзови медали. Олимпиади се провеждат на всеки 4 години. През 2020 г. за пръв път игрите биват отложени в мирно време. Летните олимпийски игри в Токио се провеждат през 2021 г. поради разразилата се пандемия от коронавирус.

## Древни олимпийски игри
Древните олимпийски игри са провеждани в чест на древногръцкия бог Зевс Олимпийски в светилището Олимпия (в Елида, Пелопонес).
Към края на 6 век пр. Хр. в Древна Гърция се провеждат много спортни фестивали в рамките на религиозни празненства. Главните са четири, наричани „класически“: Олимпийските в Олимпия, Питийските в Делфи, Немейските в Немея и Истмийските до Коринт. Олимпийските игри са най-прочутите и най-бляскавите сред тях. Провеждат се на всеки четири години, между 6 август и 10 септември, и заемат толкова важно място в историята, че историците от Късната античност започват да изчисляват времето по олимпиадите. Първи това прави историкът Тимей от Таормина.
През класическата епоха игрите траели пет дни. Участниците можело да бъдат само гърци, които са по рождение свободни и неосъждани, тъй като игрите са част от религиозния култ. Ето защо „варварите“, робите и осъдените нямали достъп до тях. Също така религиозно предписание забранява присъствието на жени. В първия ден от игрите се полагали олимпийски клетви пред олтара на Зевс Хоркиос (покровител на клетвите). По този случай се принасял в жертва шопар, върху чиито четвъртини спортистите се заклевали да спазват правилата на игрите. Има сведения, че в противен случай хеланодиките налагали тежка глоба на нарушителя и той нямал право никога повече да участва.
С идването на римляните олимпийските игри постепенно загубват значението си, но няма съгласие кога са прекратени окончателно. Най-често се посочва 394 г., когато император Теодосий I забранява всички езически култове. Друга сочена дата е 426 г. когато следващият император, Теодосий II, заповядва всички гръцки храмове да бъдат разрушени.

## Възраждане на олимпийската идея
Олимпийската идея не изчезва съвсем след забраната на античните състезания. Например в Англия през XVIII век нееднократно се провеждат „олимпийски“ съревнования. По-късно подобни прояви се организират във Франция и Гърция. Все пак това са малки състезания, носещи в най-добрия случай регионален характер. Първите настоящи предшественици на съвременните олимпийски игри са „Олимпиите“, които се провеждат регулярно в периода 1859 – 1888 г. Идеята за възраждането на Олимпийските игри в Гърция принадлежи на поета Панайотис Суцос. Първите игри са финансирани от филантропа Евангелос Запас.
През 1766 г. в резултат на археологически разкопки в Олимпия са открити спортни и храмови постройки. През 1875 г. археологическите проучвания и разкопки продължават под германско ръководство. По това време в Европа са на мода романтично-идеалистичните представи за античността. Желанието да се съживят олимпийският дух и култура се разпространява бързо в цяла Европа. Френският барон Пиер дьо Кубертен, който разбира последствията от приноса на Франция, казва: „Германия откри това, което е останало от древна Олимпия. Защо Франция да не може да възстанови старото величие?“.
По мнението на Кубертен именно слабото физическо състояние на френските войници е една от причините за пораженията на французите във Френско-пруската война от 1870 – 1871 г. Той се стреми да промени ситуацията чрез подобряване на физическата култура на французите. В същото време той иска да преодолее националния егоизъм и да допринесе за борбата за мир и международно разбирателство. „Младежта на света“ трябва да мери сили в спорта, а не на бойното поле. В очите на Кубертен възраждането на Олимпийските игри като че ли е най-доброто решение за постигането и на двете цели.
На конгрес, проведен от 16 до 23 юни 1894 г. в Сорбоната, той представя своите идеи на международната общественост. В последния ден на конгреса е решено, че „първите съвременни Олимпийски игри“ ще се проведат през 1896 г. в Атина – в страната родоначалник на игрите Гърция. С цел да организира игрите е основан Международен олимпийски комитет (МОК). Първият президент на Комитета е гъркът Димитриос Викелас, който е президент до края на Първите летни олимпийски игри. Генерален секретар е барон дьо Кубертен.
Първите съвременни игри преминават с голям успех. Въпреки факта, че участие в тях вземат общо 241 спортисти (от 14 страни), игрите са най-голямото спортно събитие дотогава в историята, от времената на Древна Гърция. Гръцките официални власти са толкова доволни, че внасят предложение за „вечно“ провеждане на Олимпиадата в родината им Гърция. Но МОК въвежда принцип на ротация между различни държави, така че на всеки четири години игрите да сменят мястото си на провеждане.
След първия успех олимпийското движение изпитва и първата си криза. Вторите олимпийски игри през 1900 г. в Париж, Франция, и Третите олимпийски игри през 1904 г. в Сейнт Луис, САЩ, са проведени съвместно със Световни изложения. Спортните съревнования продължават с месеци и почти не предизвикват интерес от страна на зрителите. На Олимпиадата в Париж за първи път участват и жени. На Олимпиадата в Сейнт Луис участват почти само американски спортисти, тъй като организирането на пътуването на отборите от Европа през океана в онези години не е лесно.
На извънредната олимпиада през 1906 г., проведена в Атина, спортните съревнования и постижения отново излизат на първо място. Въпреки че първоначално МОК признава и подкрепя провеждането на „междинни игри“ (само две години след предните), по-късно те не се признават за олимпийски. Някои спортни историци смятат игрите от 1906 г. за спасение на олимпийската идея, тъй като не позволяват игрите да бъдат счетени за „безсмислени и ненужни“.

## Съвременни олимпийски игри
Модерните олимпийски игри се подновяват през 1896 г. по идея на Пиер Дьо Кубертен, които се провеждат в Атина. Съвременното олимпийско движение се ръководи от Международния олимпийски комитет.
През 1904 г. в Сейнт Луис за първи път в игрите участват цветнокожи състезатели.
В началото право на участие в олимпийските игри получават единствено аматьори. Строгостта на МОК стига до там, че олимпийският шампион в десетобоя и петобоя от игрите в Стокхолм през 1912 г. Джим Торп губи медалите си, защото веднъж получил пари за участието си в полупрофесионален бейзболен отбор по време на студентските си години. През 1955 г. президентът на МОК Ейвъри Бръндидж заявява „Можем да разчитаме на подкрепата на тези, които вярват в принципите на честната игра и спортсменството, олицетворени в аматьорския код, в усилията ни да предотвратим използването на Игрите от индивиди, организации и нации за неясни цели“.
С поемането на президентския пост на МОК от Майкъл Морис за първи път се дава право на участие на професионални спортисти. Телевизията оказва голямо влияние за решението, тъй като публиката предпочита да гледа познати спортисти. Аргумент в полза на допускането на професионални спортисти е и подозрението, че спортистите от Източния блок де факто са професионалисти, въпреки че имат аматьорски статут. Така през 80-те години на XX век професионализирането на олимпийските игри започва и завършва с участието на т. нар. „Дрийм тийм“, отборът мечта, на баскетболния турнир в Барселона през 1992 г., когато отборът на САЩ се състои от професионалисти от НБА.
На игрите в Лондон през 2012 г. за първи път всяка участваща държава номинира за участие поне по една жена.
Спонсорите на олимпийските игри имат право да се наричат „олимпийски спонсор“ и да се идентифицират с олимпийската идея, но не получават видимост в самите спортни съоръжения. Всеки спонсор е единствен за вида продукт, който предлага.

### Церемония
Сред традиционните ритуали и церемонии на игрите (по реда на провеждането им) са:
- Грандиозни церемонни при откриването и закриването на игрите. За разработването на сценария се привличат най-добрите специалисти от цял свят: сценаристи, организатори на обществени прояви, специалисти по специални ефекти и др. Канят се известни певци, актьори и други именити личности да участват в шоуто. Излъчването на тези събития почти всеки път поставя рекорд по зрителски интерес. Всяка страна организатор на Олимпиада се стреми да надмине по размера и красотата на церемониите всички предишни олимпиади. Сценариите на церемониите се държат в строга тайна до самото им начало. Церемонията се провежда на централните стадиони с голям капацитет, на същото място, където се провеждат състезанията по лека атлетика.
- Церемониите при откриването и закриването започват с театрално шествие, което трябва да предостави на зрителите облика на страната и града, за да се запознаят с тяхната история и култура.
- Тържествено преминаване на спортистите и членовете на делегациите по централния стадион. Спортистите от всяка страна оформят отделна група. Традиционно, първа е делегацията на спортистите на Гърция – страната родоначалник на игрите. Другите групи са по азбучен ред на езика на страната домакин на игрите. Последна е страната домакин.[9] Алтернативно може да е по азбучен ред на официалните езици на МОК – френски или английски. Пред всяка група е представител на страната домакин, носещ табелка с името на съответната страна, на езика на страната домакин на игрите и на официалните езици на МОК. Начело на групата е знаменосец – обикновено спортист, участващ в игрите, който носи флага на страната си. Правото на носене на флага е голяма чест за спортистите. Обикновено това право се дава на най-титулуваните и уважавани спортисти.
- Произнасяне на приветствени речи от президента на МОК (задължително), главата или друг официален представител на държавата, в която се провеждат игрите, понякога кмета на града или председател на Организационния комитет. Последният в края на речта трябва да произнесе думите „(пореден номер на игрите) летни (или съответно зимни) олимпийски игри се обявяват за открити!“. След това обикновено се произвежда оръдеен залп и множество залпове салюти и фойерверки.
- Издигане на знамето на Гърция като страна родоначалник на игрите с изпълнение на националния ѝ химн.
- Издигане на знамето на страната домакин на игрите с изпълнение на националния ѝ химн.
- Произнасянето от един от водещите спортисти на страната домакин на олимпийската клетва от името на всички участници в игрите – клетва за честна игра съгласно правилата и принципите на спорта и олимпийския дух (през последните години се произнасят и думи за неизползването на забранени стимулиращи средства – допинг).
- Произнасянето от няколко съдии от името на всички съдии на клетва на безпристрастно съдийство.
- Издигане на олимпийския флаг с изпълнение на официалния олимпийски химн.
- Понякога се издига знамето на света (син флаг, на който е изобразен бял гълъб с маслинова клонка в човката си – традиционните символи на мира), символизиращ желанието по време на игрите да спират всички въоръжени конфликти.
- Увенчаване на церемонията по откриването със запалването на олимпийския огън. Огънят е запален от слънчевите лъчи в Олимпия (Гърция) в храма на езическия гръцки бог Аполон (в Древна Гърция Аполон е смятан за покровител на игрите). „Върховната жрица“ на Хера казва молитва със следното съдържание: „Аполоне, боже на слънцето и идеята на светлината, изпрати своите лъчи и запали свещен факел за гостоприемния град ... (име на града).“.[10] Огънят се пренася от страна на страна, а във всяка страна спортист или спортен деец на страната преминава част от щафетата, за да предаде огъня нататък. Щафетата предизвиква голям интерес във всички страни, през които преминава. Носенето на факела се смята за голяма чест. Първата част на щафетата минава през градовете на Гърция. Последната – в градовете на страната домакин на игрите. Щафетата с олимпийския огън до 2007 г. преминава по целия свят. След това, поради страха от терористични атаки, факелът се пренася само в страната, в която се провеждат игрите. В деня на откриване на игрите факелът пристига в града домакин. Спортистите на страната го внасят на централния стадион в края на церемонията. На стадиона факелът преминава няколко пъти от ръка на ръка, докато не се даде на спортиста, на когото е дадено правото да запали олимпийския огън. Това право е най-почетното. Огънят се запалва в специална чаша, проектирането на която е уникално за всяка олимпиада. Също така организаторите винаги се опитват да измислят оригинален и интересен начин на запалването. Чашата се намира високо над стадиона. Огънят трябва да гори по време на цялата олимпиада и се гаси в края на церемонията по закриването.
- Връчването на медалите на победителите става на специален подиум, с издигане на флага и националния химн в чест на победителите.
- По време на церемонията по закриването също се провежда театрално представление – сбогуване с олимпиадата, преминаване на участниците, речи на президента на МОК и представител на страната домакин. Закриването на олимпийските игри се обявява от президента на МОК. Следват националният химн на страната, олимпийският химн, сваляне на знамената. Представител на страната домакин тържествено предава олимпийския флаг на президента на МОК, който на свой ред го предава на представител на Организационния комитет на следващата олимпиада. Това е последвано от кратко представяне на града домакин на следващите игри. В края на церемонията олимпийският огън се гаси на фона на лирична музика.

От 1932 г. градът домакин изгражда „олимпийско село“ – комплекс от жилищни помещения за участниците в игрите. Организаторите на игрите разработват символика на олимпиадите: официална емблема и талисман на игрите. Емблемата обикновено има уникален дизайн, стилизиран в съответствие с характеристиките на страната. Емблемата и талисмана на игрите са неразделна част от сувенирите, които се произвеждат в големи количества. Приходите от продажбите на сувенири могат да са значителна част от приходите на олимпиадата, но те невинаги покриват разходите.
На теория, игрите са състезания между отделните спортисти, а не между националните отбори. Въпреки това от 1908 г. получава разпространение т.нар. неофициална отборна надпревара – определяне на мястото, заето от националните отбори въз основа на броя получени медали и набрани в състезанията точки (точки се присъждат на първите шест места по системата: първо място – 7 точки, второ – 5, трето – 4, четвърто – 3, пето – 2, шесто – 1).

### Летни олимпийски игри
Проведени са:
- 1896 – I летни олимпийски игри в Атина
- 1900 – II летни олимпийски игри в Париж
- 1904 – III летни олимпийски игри в Сейнт Луис
- 1908 – IV летни олимпийски игри в Лондон
- 1912 – V летни олимпийски игри в Стокхолм
- 1916 – поради Първата световна война олимпийски игри не се провеждат.
- 1920 – VII летни олимпийски игри в Антверпен
- 1924 – VIII летни олимпийски игри в Париж
- 1928 – IX летни олимпийски игри в Амстердам
- 1932 – X летни олимпийски игри в Лос Анджелис
- 1936 – XI летни олимпийски игри в Берлин
- 1940 – поради Втората световна война олимпийски игри не се провеждат.
- 1944 – поради Втората световна война олимпийски игри не се провеждат.
- 1948 – XIV летни олимпийски игри в Лондон
- 1952 – XV летни олимпийски игри в Хелзинки
- 1956 – XVI летни олимпийски игри в Мелбърн
- 1960 – XVII летни олимпийски игри в Рим
- 1964 – XVIII летни олимпийски игри в Токио
- 1968 – XIX летни олимпийски игри в Мексико
- 1972 – XX летни олимпийски игри в Мюнхен
- 1976 – XXI летни олимпийски игри в Монреал
- 1980 – XXII летни олимпийски игри в Москва
- 1984 – XXIII летни олимпийски игри в Лос Анджелис
- 1988 – XXIV летни олимпийски игри в Сеул
- 1992 – XXV летни олимпийски игри в Барселона
- 1996 – XXVI летни олимпийски игри в Атланта
- 2000 – XXVII летни олимпийски игри в Сидни
- 2004 – XXVIII летни олимпийски игри в Атина
- 2008 – XXIX летни олимпийски игри в Пекин
- 2012 – XXX летни олимпийски игри в Лондон
- 2016 – XXXI летни олимпийски игри в Рио де Жанейро
- 2020 – XXXII летни олимпийски игри в Токио
- 2024 – XXXIII летни олимпийски игри в Париж

Запланувани са:
- 2028 – XXXIV летни олимпийски игри в Лос Анджелис
- 2032 – XXXV летни олимпийски игри в Брисбън

### Отборно класиране в Летните олимпийски игри
| Номер ОИ | Година | 1-во място                                  | 2-ро място     | 3-то място     |
| -------- | ------ | ------------------------------------------- | -------------- | -------------- |
| I        | 1896   | САЩ                                         | Гърция         | Германия       |
| II       | 1900   | Франция                                     | САЩ            | Великобритания |
| III      | 1904   | САЩ                                         | Германия       | Куба           |
| IV       | 1908   | Великобритания                              | САЩ            | Швеция         |
| V        | 1912   | САЩ                                         | Швеция         | Великобритания |
| VI       | 1916   | не се състоят поради Първата световна война |                |                |
| VII      | 1920   | САЩ                                         | Швеция         | Великобритания |
| VIII     | 1924   | САЩ                                         | Финландия      | Франция        |
| IX       | 1928   | САЩ                                         | Германия       | Финландия      |
| X        | 1932   | САЩ                                         | Италия         | Франция        |
| XI       | 1936   | Германия                                    | САЩ            | Унгария        |
| XII      | 1940   | не се състоят поради Втората световна война |                |                |
| XIII     | 1944   | не се състоят поради Втората световна война |                |                |
| XIV      | 1948   | САЩ                                         | Швеция         | Франция        |
| XV       | 1952   | САЩ                                         | СССР           | Унгария        |
| XVI      | 1956   | СССР                                        | САЩ            | Австралия      |
| XVII     | 1960   | СССР                                        | САЩ            | Италия         |
| XVIII    | 1964   | САЩ                                         | СССР           | Япония         |
| XIX      | 1968   | САЩ                                         | СССР           | Япония         |
| XX       | 1972   | СССР                                        | САЩ            | ГДР            |
| XXI      | 1976   | СССР                                        | ГДР            | САЩ            |
| XXII     | 1980   | СССР                                        | ГДР            | България       |
| XXIII    | 1984   | САЩ                                         | Румъния        | ФРГ            |
| XXIV     | 1988   | СССР                                        | ГДР            | САЩ            |
| XXV      | 1992   | ОНД                                         | САЩ            | Германия       |
| XXVI     | 1996   | САЩ                                         | Русия          | Германия       |
| XXVII    | 2000   | САЩ                                         | Русия          | Китай          |
| XXVIII   | 2004   | САЩ                                         | Китай          | Русия          |
| XXIX     | 2008   | Китай                                       | САЩ            | Русия          |
| XXX      | 2012   | САЩ                                         | Китай          | Великобритания |
| XXXI     | 2016   | САЩ                                         | Великобритания | Китай          |
| XXXII    | 2021   | САЩ                                         | Китай          | Япония         |
| XXXIII   | 2024   | САЩ                                         | Китай          | Япония         |

### Зимни олимпийски игри
През 1924 г. в Шамони, Франция е дадено началото на състезания по зимни спортове, които се провеждат в рамките на Зимни олимпийски игри, със същата честота на провеждане. След зимните олимпийски игри през 1992 г. се провеждат игрите през 1994 г., след които през 1998 г. и отново на всеки четири години. Така летните и зимните олимпийски игри вече не са в рамките на една година.

### Отборно класиране в Зимните олимпийски игри
| Номер ОИ | Година | 1-во място                                  | 2-ро място | 3-то място |
| -------- | ------ | ------------------------------------------- | ---------- | ---------- |
| I        | 1924   | Норвегия                                    | Финландия  | Австрия    |
| II       | 1928   | Норвегия                                    | САЩ        | Швеция     |
| III      | 1932   | САЩ                                         | Норвегия   | Швеция     |
| IV       | 1936   | Норвегия                                    | Германия   | Швеция     |
| –        | 1940   | не се състоят поради Втората световна война |            |            |
| –        | 1944   | не се състоят поради Втората световна война |            |            |
| V        | 1948   | Норвегия                                    | Швеция     | Швейцария  |
| VI       | 1952   | Норвегия                                    | САЩ        | Финландия  |
| VII      | 1956   | СССР                                        | Австрия    | Финландия  |
| VIII     | 1960   | СССР                                        | Германия   | САЩ        |
| IX       | 1964   | СССР                                        | Австрия    | Норвегия   |
| X        | 1968   | Норвегия                                    | СССР       | Франция    |
| XI       | 1972   | СССР                                        | ГДР        | Швейцария  |
| XII      | 1976   | СССР                                        | ГДР        | САЩ        |
| XIII     | 1980   | СССР                                        | ГДР        | САЩ        |
| XIV      | 1984   | ГДР                                         | СССР       | САЩ        |
| XV       | 1988   | СССР                                        | ГДР        | Швейцария  |
| XVI      | 1992   | Германия                                    | ОНД        | Норвегия   |
| XVII     | 1994   | Русия                                       | Норвегия   | Германия   |
| XVIII    | 1998   | Германия                                    | Норвегия   | Русия      |
| XIX      | 2002   | Норвегия                                    | Германия   | САЩ        |
| XX       | 2006   | Германия                                    | САЩ        | Австрия    |
| XXI      | 2010   | Канада                                      | Германия   | САЩ        |
| XXII     | 2014   | Русия                                       | Норвегия   | Канада     |
| XXIII    | 2018   | Норвегия                                    | Германия   | Канада     |
| XXIV     | 2022   | Норвегия                                    | Германия   | Китай      |

### Рекламни права
По състезателните екипи за олимпийски игри е разрешено да има единствено по едно лого на производител на артикул.

## Олимпийски спортове
Характерна особеност на съвременните олимпийски игри е, че през повечето време броят на олимпийските спортни дисциплини нараства. Заедно с това са отпаднали и някои спортове, които са станали по-малко популярни в спортния живот на планетата.

### Летни олимпийски спортове
Списъкът на летните олимпийски спортове е по лятната олимпиада през 2012 г.
- академично гребане
- бадминтон
- баскетбол
- бокс
- борба
- вдигане на тежести
- ветроходство
- водна топка
- волейбол
- спортна гимнастика
- художествена гимнастика
- джудо
- кану-каяк
- колоездене
- конен спорт
- лека атлетика
- модерен петобой
- плажен волейбол
- плуване
- синхронно плуване
- скокове във вода
- спортна стрелба
- стрелба с лък
- таекуондо
- тенис
- тенис на маса
- триатлон
- фехтовка
- футбол
- хандбал
- хокей на трева

### Зимни олимпийски спортове
Зимните олимпийски игри във Ванкувър през 2010 г. включват състезания в 15 спорта:
- биатлон
- бобслей
- бързо пързаляне с кънки
- кърлинг
- северна комбинация
- скелетон
- ски алпийски дисциплини
- ски бягане
- ски свободен стил
- ски скокове
- сноуборд
- спортни шейни
- фигурно пързаляне
- хокей на лед
- шорттрек

## Бойкоти
Най-значимите бойкоти на олимпийските игри започват през 1956 г., а последните бойкоти са през 1988 г.
- 1956 г. – Нидерландия, Испания и Швейцария бойкотират игрите в Мелбърн в знак на протест срещу жестокото потушаване на въстанието в Унгария от Съветската армия.
- 1968, 1972 и 1976 г. – по-голямата част от страните в Африка бойкотират проведените през тези години олимпийски игри в знак на протест срещу участието на спортисти от ЮАР и Родезия.
- 1980 г. – САЩ, Федерална република Германия, Япония, Кения, Канада и други бойкотират игрите в Москва в знак на протест срещу инвазията на СССР в Афганистан. Великобритания, Франция, Италия, Испания и други участват под флага на националните им олимпийски комитети.
- 1984 г. – страните от социалистическия лагер бойкотират игрите в Лос Анджелис в отговор на бойкота през 1980 г. Единствено Румъния участва със свои спортисти в игрите.
- 1988 г. – Северна Корея бойкотира олимпийските игри в Сеул; в знак на солидарност игрите са бойкотирани и от Етиопия, Куба и Никарагуа.

## Шампиони на шампионите
- Най-голям брой медали:
  - Безспорният победител е американският плувец Майкъл Фелпс. Той участва в четири олимпиади – Атина 2004, Пекин 2008, Лондон 2012 г. и Рио де Жанейро 2016. Има общо 28 медала, от които 23 златни, 3 сребърни и 2 бронзови.
  - Втора в тази класация е съветската гимнастичка Лариса Латинина – общо 18 медала, от които 9 златни, 5 сребърни и 4 бронзови, от участия в 3 олимпиади (Мелбърн, 1956; Рим, 1960; Токио, 1964 г.).
  - На трето място по брой на медалите е също съветски гимнастик – Николай Андрианов. Той също участва в 3 олимпийски игри (Мюнхен, 1972 г.; Монреал, 1976 г.; Москва, 1980 г.) и печели общо 15 медала, от които 7 златни, 5 сребърни и 3 бронзови.

- Най-голям брой златни медали:
  - Първи в класацията е плувецът Майкъл Фелпс, наричан „куршумът от Балтимор“, с 23 златни медала от 4 олимпиади (през 2004, 2008, 2012 и 2016 г.).
  - На второ, трето и четвърто място са 3 спортисти с по 9 златни олимпийски отличия. Първа ги спечелва гимнастичката Лариса Латинина – от 3 олимпиади (през 1956, 1960 и 1964 г.). Втори достига до 9 златни медала американският плувец Марк Шпиц от олимпиадите в Мексико (1968) и Мюнхен (1972). В несъмнено по-голяма конкуренция е американският атлет Карл Луис, който печели общо 10 медала на 4 олимпиади, от които 9 са златни (в спринт на 100 и 200 м, щафета 4 по 100 м и дълъг скок). Луис участва на олимпиадите в Лос Анджелис (1984 г.), Сеул (1988 г.), Барселона (1992 г.) и Атланта (1996 г.).
  - На пето – шесто място са:
    - американският атлет Рей Юри (1873 – 1937), който от три участия в олимпиади (Париж, 1900 г.; Сейнт Луис, 1904 г.; Лондон, 1908 г.) печели общо 8 медала, всичките златни.
    - германската гребкиня на каяк Биргит Фишер (р. 1962), също с 8 златни медала, спечелени на всяка от олимпиадите от 1980 до 2004 г. без Лос Анджелис 1984 г., тъй като не участва поради бойкота на ГДР.

- Марк Шпиц, 1972 г. –
 9 златни медала
- Карл Луис, 1996 г. –
 9 златни медала
- Николай Андрианов, 1974 г. – 15 медала
- Рей Юри, 1900 г.:
 8 златни медала от 3 олимпиади

- Най-голям брой златни медали в една олимпиада печели американският плувец Майкъл Фелпс – 8 златни отличия по време на олимпиадата в Пекин, 2008 г.
- Най-голям брой участия в олимпиади със златен медал има германската каякарка Биргит Фишер. Тя има 8 златни олимпийски отличия от 6 олимпиади: Москва (1980), Сеул (1988), Барселона (1992), Атланта (1996), Сидни (2000) и Атина (2004).[12]